# Kermit Washington
Kermit Alan Washington (Washington, 17 settembre 1951) è un ex cestista e allenatore di pallacanestro statunitense, professionista nella NBA.

## Carriera
Ha giocato per tutta la carriera in NBA, dal 1973 (anno in cui è stato selezionato dai Los Angeles Lakers come quinta scelta assoluta) al 1982, con una parentesi nel 1987 ai Golden State Warriors, anno in cui si è definitivamente ritirato. In carriera ha partecipato all'All-Star nel 1980, oltre a essere entrato in 2 occasioni nell'All-Defensive Second Team. In carriera (in particolare tra il 1977 e il 1981) è andato più volte in doppia cifra di media nei punti segnati. Il suo (primo) ritiro nel 1982 è stato dovuto ai problemi fisici che lo hanno penalizzato più volte nel corso della sua carriera professionistica. Ha avuto una breve parentesi da allenatore nel 2005 da vice degli Asheville Altitude.

### Il pugno a Tomjanovich
L'episodio più noto della sua carriera è datato 9 dicembre 1977: quel giorno, in una sfida tra Lakers e Houston Rockets, Washington ha colpito con un pugno Rudy Tomjanovich (corso in mezzo al campo per fare da paciere tra Washington, Kareem Abdul-Jabbar e il giocatore dei Rockets Kevin Kunnert), rompendogli naso e mandibola e procurandogli una commozione cerebrale. Per effetto del pugno Tomjanovich ha anche rischiato di morire, ma si è salvato. Washington, che a seguito dell'episodio è stato squalificato per due mesi dall'NBA, ha anche subito minacce di morte.

## Procedimenti giudiziari
Il 25 maggio 2016 è stato incriminato per essersi appropriato di 500.000 dollari che erano destinati in beneficenza ai bambini dell'Africa. Il 4 dicembre 2017 si è dichiarato colpevole di furto d'identità aggravato e frode fiscale (ha oltretutto mentito alla dichiarazione dei redditi), venendo poi condannato il 9 luglio 2018 a 6 anni di carcere federale.

## Statistiche

### NBA

#### Regular Season
| Anno      | Squadra             | PG  | PT | MP   | TC%  | 3P% | TL%  | RP   | AP  | PRP | SP  | PP   |
| --------- | ------------------- | --- | -- | ---- | ---- | --- | ---- | ---- | --- | --- | --- | ---- |
| 1973-1974 | L.A. Lakers         | 45  | -  | 8,9  | 48,3 | -   | 53,1 | 3,3  | 0,4 | 0,5 | 0,4 | 3,8  |
| 1974-1975 | L.A. Lakers         | 55  | -  | 17,3 | 42,0 | -   | 59,0 | 6,4  | 1,2 | 0,5 | 0,6 | 4,5  |
| 1975-1976 | L.A. Lakers         | 36  | -  | 13,7 | 43,3 | -   | 68,2 | 4,6  | 0,6 | 0,3 | 0,7 | 3,4  |
| 1976-1977 | L.A. Lakers         | 53  | -  | 25,3 | 50,3 | -   | 70,6 | 9,3  | 0,9 | 0,8 | 1,0 | 9,7  |
| 1977-1978 | L.A. Lakers         | 25  | -  | 30,0 | 45,1 | -   | 61,8 | 11,2 | 1,2 | 0,8 | 1,0 | 11,5 |
| 1977-1978 | Boston Celtics      | 32  | -  | 27,1 | 52,1 | -   | 75,0 | 10,5 | 1,3 | 0,9 | 1,3 | 11,8 |
| 1978-1979 | San Diego Clippers  | 82  | -  | 33,7 | 56,2 | -   | 68,8 | 9,8  | 1,5 | 1,0 | 1,5 | 11,3 |
| 1979-1980 | Portland T. Blazers | 80  | -  | 33,2 | 55,3 | 0,0 | 64,2 | 10,5 | 2,1 | 0,9 | 1,6 | 13,4 |
| 1980-1981 | Portland T. Blazers | 73  | -  | 29,0 | 56,9 | 0,0 | 62,8 | 9,4  | 2,0 | 1,2 | 1,2 | 11,4 |
| 1981-1982 | Portland T. Blazers | 20  | 4  | 20,9 | 48,7 | -   | 58,5 | 5,9  | 1,5 | 0,5 | 0,8 | 5,0  |
| 1986-1987 | G.S. Warriors       | 6   | 1  | 9,3  | 50,0 | -   | 100  | 3,2  | 0,0 | 0,7 | 0,7 | 2,7  |
| Carriera  | Carriera            | 507 | 5  | 25,3 | 52,6 | 0,0 | 65,6 | 8,3  | 1,4 | 0,8 | 1,1 | 9,2  |

#### Playoffs
| Anno     | Squadra             | PG | PT | MP   | TC%  | 3P% | TL%  | RP   | AP  | PRP | SP  | PP   |
| -------- | ------------------- | -- | -- | ---- | ---- | --- | ---- | ---- | --- | --- | --- | ---- |
| 1974     | L.A. Lakers         | 3  | -  | 4,7  | 45,5 | -   | 71,4 | 3,3  | 0,3 | 0,3 | 0,0 | 5,0  |
| 1980     | Portland T. Blazers | 3  | -  | 40,3 | 50,0 | 0,0 | 62,5 | 10,3 | 2,0 | 0,3 | 1,3 | 10,3 |
| 1981     | Portland T. Blazers | 3  | -  | 42,7 | 52,2 | 0,0 | 100  | 17,3 | 2,3 | 2,7 | 0,7 | 8,7  |
| Carriera | Carriera            | 9  | -  | 29,2 | 50,0 | 0,0 | 70,6 | 10,3 | 1,6 | 1,1 | 0,7 | 8,0  |

## Palmarès
- NCAA AP All-America First Team (1973)
- 2 volte NBA All-Defensive Second Team (1980, 1981)
- NBA All-Star (1980)